# Tolna daedalea
Tolna daedalea är en fjärilsart som beskrevs av Paul Mabille 1879. Tolna daedalea ingår i släktet Tolna och familjen nattflyn. Inga underarter finns listade i Catalogue of Life.